# Júlia Murat
Júlia Murat (Rio de Janeiro, 24 de novembro de 1979) é uma diretora, roteirista e produtora de cinema brasileira. É conhecida por filmes como Histórias que Só Existem Quando Lembradas, que estreou no Festival de Cinema de Veneza em 2011.
Também é conhecida por seus filmes narrativos, como Pendular, que ganhou o Prêmio FIPRESCI no Festival Internacional de Cinema de Berlim e Regra 34 (2022), que ganhou o prêmio de melhor filme no Festival de Cinema de Locarno.

## Educação
Murat estudou design gráfico na Universidade Federal do Rio de Janeiro e roteiro na Escola de Cinema Darcy Ribeiro.

## Carreira
Seu primeiro documentário foi Dia Dos Pais, que codirigiu e produziu com Leo Bittencourt em 2008. Estreou no Cinéma du Reel em 2008.
Em 2011, ela passou a atuar em filmes de ficção. Dirigiu e co-escreveu seu primeiro longa-metragem narrativo Histórias que só Existem Quando Lembradas, em 2011, que estreou no Festival de Cinema de Veneza. Foi avaliado positivamente pelos críticos com AO Scott do The New York Times descrevendo a diretora Murat como "um observador discreto com um senso visual forte e confiante".
Em 2017, lançou seu segundo longa-metragem narrativo Pendular , que ganhou o Prêmio FIPRESCI no Festival Internacional de Cinema de Berlim . Murat co-escreveu o filme com seu parceiro Matias Mariani, sobre dois artistas tentando navegar em suas vidas juntos. O filme foi elogiado pelo The New York Times e o jornal listou Murat como um cineasta a ser observado.
Nesse mesmo ano, lançou também o documentário Operações de Garantia Da Lei E Da Ordem (2017). Em 2020, Murat foi co-roteirista do filme Cidade Pássaro, de Matias Mariani.
Em 2022,  lançou seu longa-metragem Regra 34 (2022) no Festival de Cinema de Locarno, onde ganhou o Leopardo de Ouro de melhor filme. Murat vê o filme como um entrelaçamento de sexo e política e disse que desenvolveu a personagem principal, Simone, ouvindo a ex-atriz pornográfica Sasha Grey discutir os riscos e limites inerentes à produção de pornografia.

## Vida pessoal
Em 2017, ela teve um relacionamento de 6 anos com o cineasta brasileiro Matias Mariani . O casal tem dois filhos juntos. Sua mãe é a cineasta brasileira Lúcia Murat.

## Filmografia

### Direção
- Regra 34 (2022)
- Operações de garantia da lei e da ordem (2017)
- Pendular (2017)
- Histórias que só Existem Quando Lembradas (2011)
- Pendular - curta (2009)
- Dia dos Pais (2008)
- Ausência - Curta (2004)

### Roteiro
- Regra 34 (2022)
- Cidade Pássaro (2020)
- Pendular (2017)
- Histórias que só Existem Quando Lembradas (2011)
- Dia dos Pais (2008)

### Edição
- Regra 34 (2022)
- O Porto do Rio (2015)
- Sobre Papeis – Curta (2014)
- Satélites (2013)
- Os Dias com Ele (2012)
- Gisela – Curta (2011)
- Passeio de Família – Curta (2010)
- Pendular – Curta (2009)
- Dia dos Pais (2008)
- Vinícius D'Black e Cristina Lago em Outra História de Amor (2007)
- Ok – Curto (2007)
- Navegaramazônia – Uma Viagem com Jorge Mautner (2006)
- O Olho Estrangeiro (2006)
- Ausência – Curta (2004)